# Case degli Alfieri Strinati
Le case degli Alfieri Strinati sono state un gruppo di edifici civili del centro storico di Firenze, situate in piazza del Mercato Vecchio. Furono demolite durante il Risanamento (1891 circa) e al suo posto sorge oggi il palazzo dell'Arcone di Piazza.

## Storia e descrizione
Si trattava di un gruppo di edifici che, dalla via dei Ferrivecchi (oggi via Strozzi) al vicolo della Luna, componeva la quinta dell'intero lato ovest della piazza del Mercato, alle spalle della loggia del Pesce. 
Una Cronichetta scritta da Neri di Alfieri di Strinato di Ramingo degli Strinati nel 1312 ricorda la storia di questi edifici, attraverso le varie compere, divisioni e passaggi di proprietà. Secondo l'autore la residenza principale della famiglia era stata un palagio qui fatto costruire nel 1187 da Davanzato di Villanuzzo accanto alla torre dei Tornaquinci. La proprietà era stata divisa nei due rami familiari degli Alfieri e degli Strinati, dal nome di due fratelli Alfiero e Strinato, ricomponendosi però nel 1256 in un'unica famiglia col doppio cognome e di fede ghibellina. A quella data la famiglia possedeva già tutte le case su questo lato della piazza, e viene menzionata una torre disfatta nel 1268, dopo la battaglia di Benevento. Nel 1302 la famiglia venne cacciata da Firenze per le sue idee politiche e le sue proprietà saccheggiate. Tuttavia nel catasto del 1427 la famiglia è segnata come proprietaria di queste case, segno della sua riammissione in città in un momento imprecisato. L'ultimo membro del casato fu esiliato nel 1554 per la sua partecipazione alla guerra di Siena nelle file degli avversari dei Medici.
Nelle fotografie della zona del mercato dopo le prime demolizioni degli anni 1880 e dopo lo smontaggio della loggia del Pesce si vede bene un gruppo di case organizzato attorno a due palazzetti centrali più alti, con una serrata fila di botteghe al piano terra, e due ordini sfasati di finestre ciascuno, sia architravate (al primo piano, con marcadavanzale) che ad arco (al secondo). Il palazzetto di destra aveva un corpo sopraelevato che sporgeva, arretrato, sul tetto e che probabilmente era stato la base di una torre scapitozzata. A sinistra si trovava un edificio più basso, oltre il quale incombeva la mole di palazzo Vecchietti, oltre l'angolo con via dei Ferrivecchi; questo edificio inglobava anche i resti della torre dei Tornaquinci. A destra infine si trovavano due edifici stretti, il primo più basso, il secondo più slanciato; quest'ultimo era separato dalla chiesa di Santa Maria in Campidoglio solo dallo stretto vicolo della Luna, che conduceva alla retrostante piazza della Paglia/della Luna.
Su questa piazza alcune delle case avevano forse un affaccio posteriore; una in particolare aveva una lunga scalinata esterna interrotta da un pianerottolo dove si apriva una porta di quell'abitazione. L'accesso rialzato era spiegabile perché al piano terra c'era il retro delle bottghe che davano sul mercato. Questa e altre case della piazza della Luna, come ricordato anche da Francesco Bigazzi, avevano pietrini dell'ospedale dei Convalescenti, oggi staccati e conservati nei depositi del Museo di San Marco.

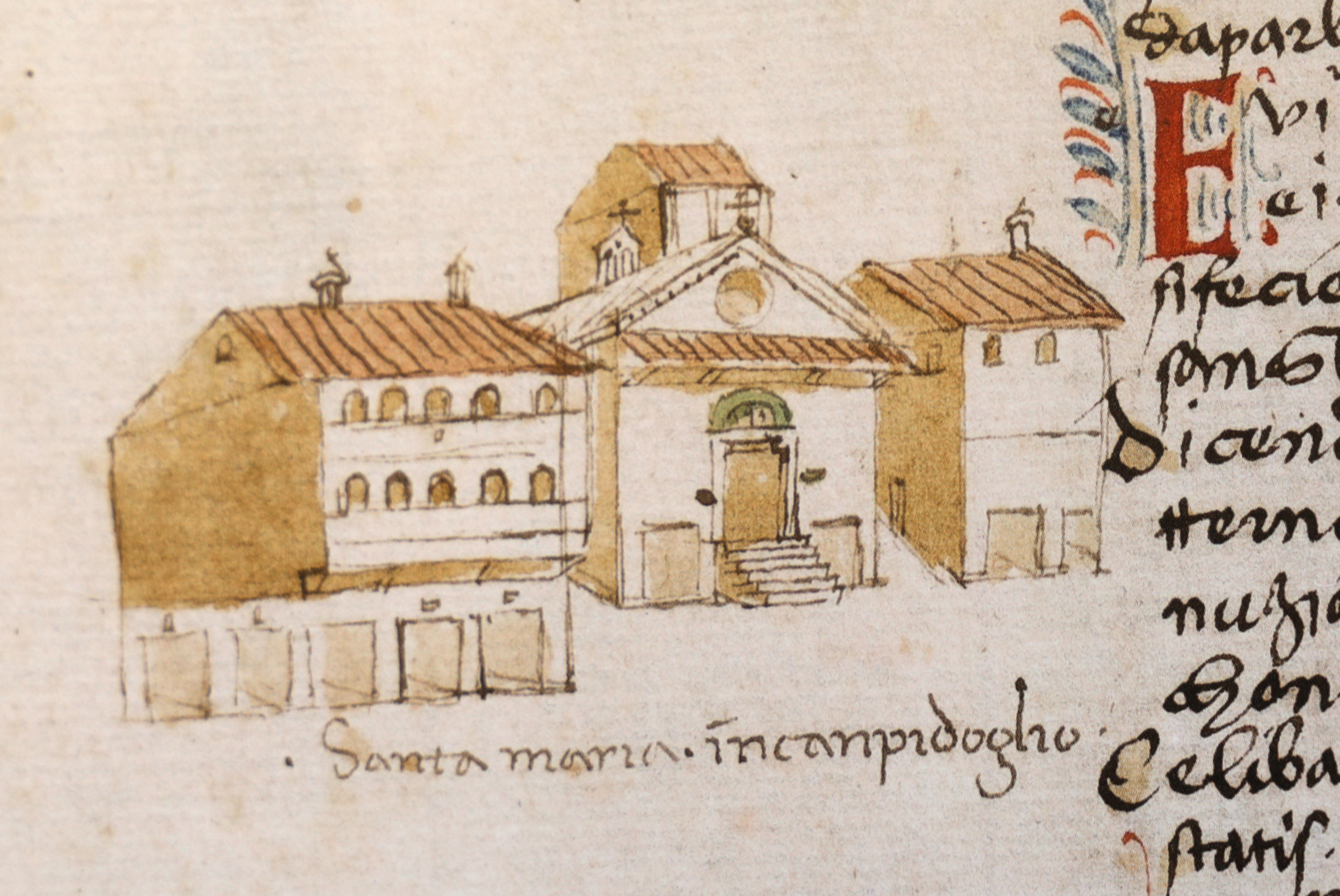
Le case nel Codice Rustici (1450 circa), a sinistra della chiesa di Santa Maria in Campidoglio
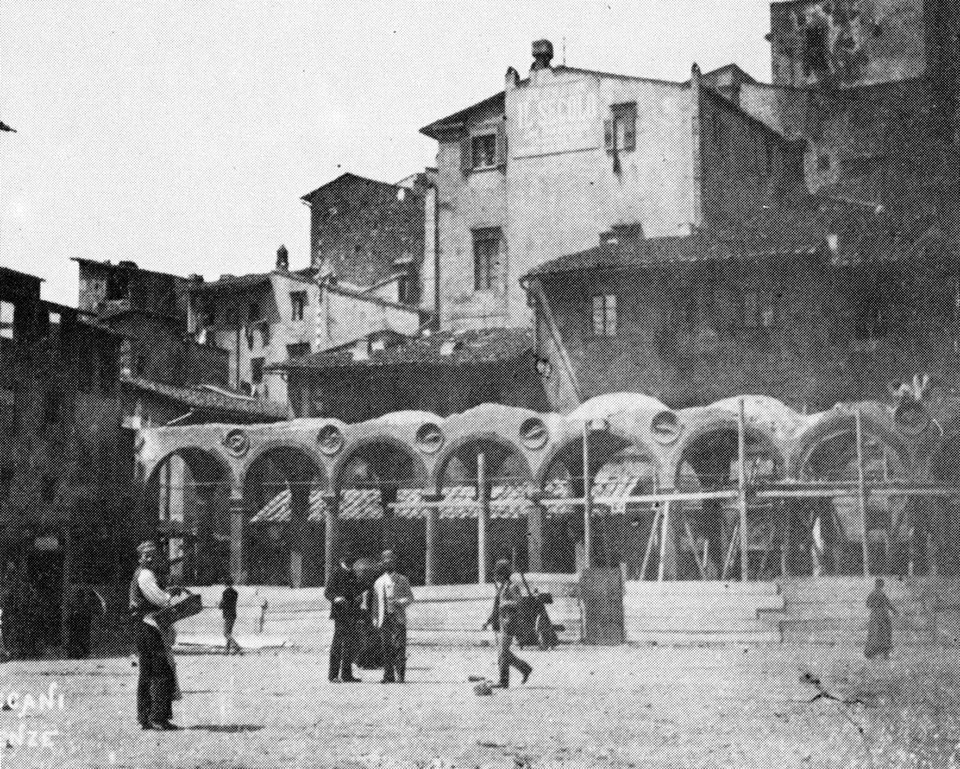
Le case degli Alfieri Strinati alle spalle della loggia del Pesce durante la sua demolizione, 1889
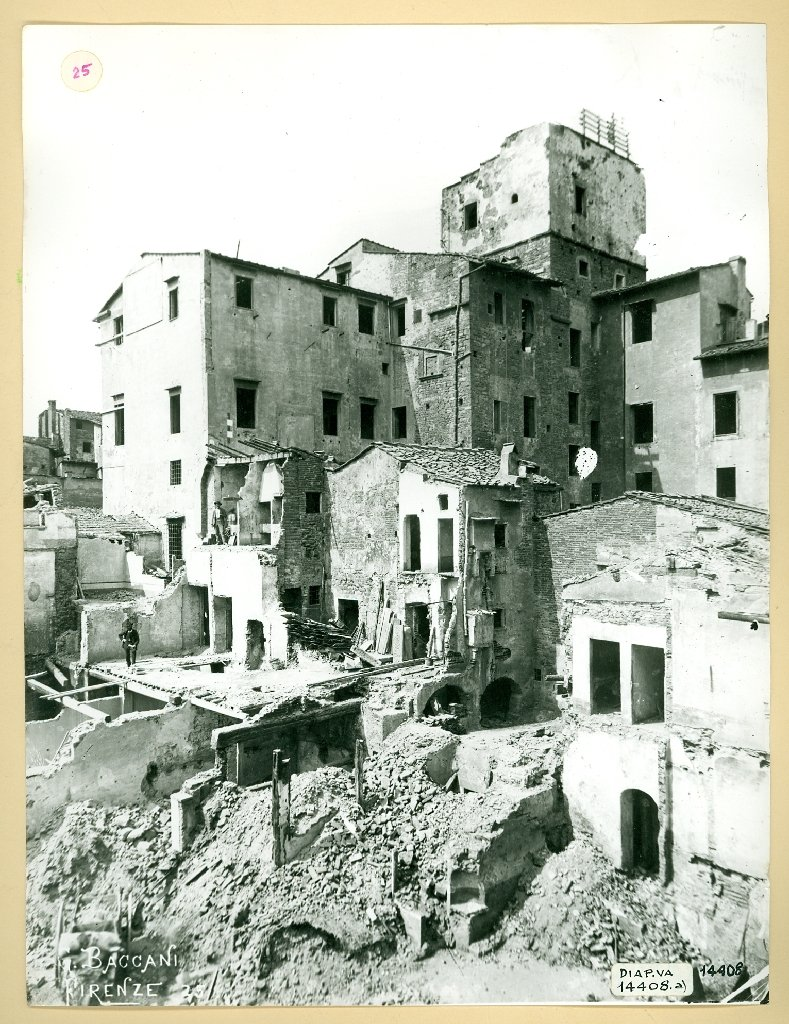
Demolizione delle case degli Alfieri Strinati, 1890-1891
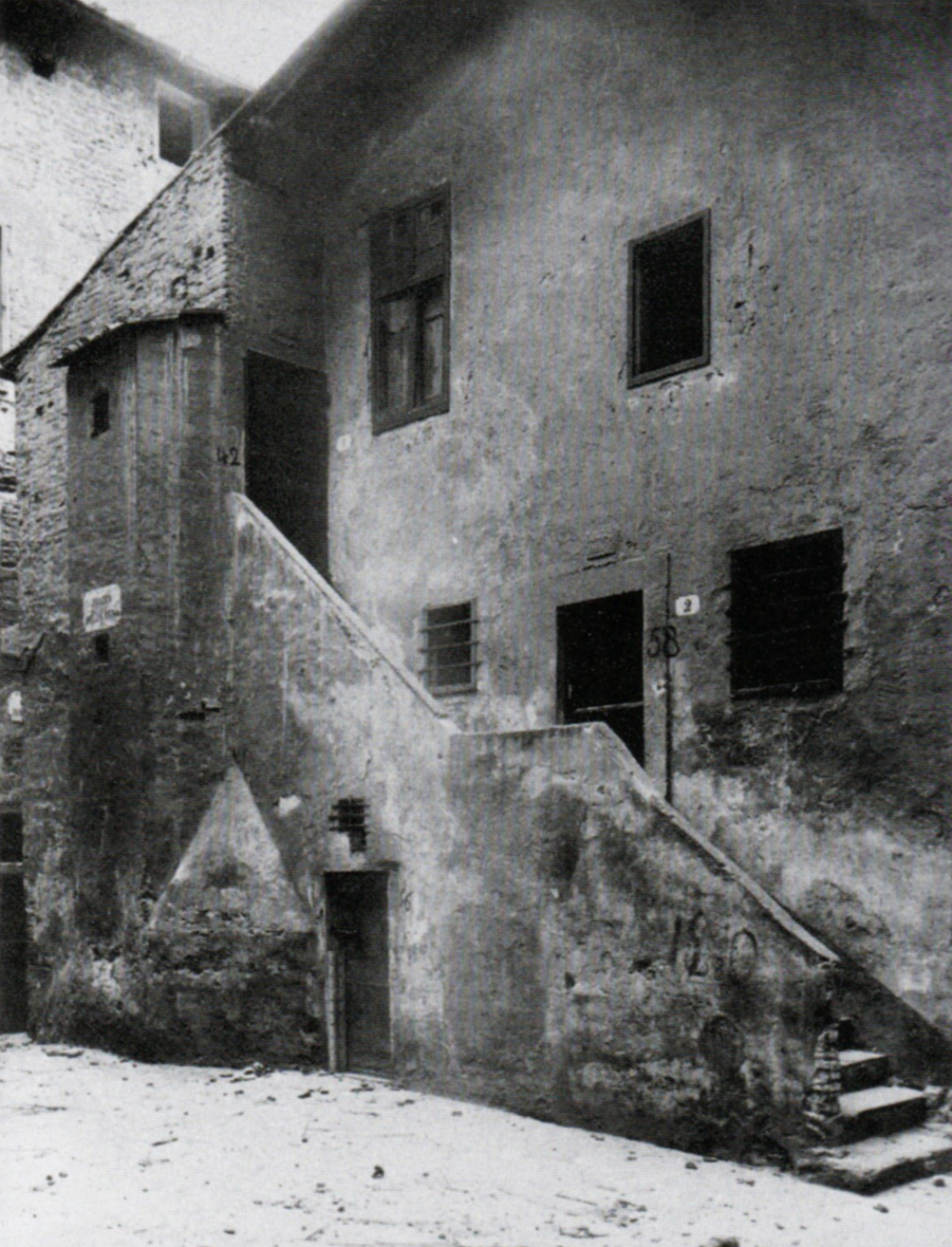
Retro in piazza della Luna